# BR-386
La BR-386 es una carretera de Brasil que conecta Canoas (en la región metropolitana de Porto Alegre, capital del estado de Rio Grande do Sul) con el municipio de Iraí (en el extremo noroeste del estado, en la frontera con Santa Catarina).
La carretera tiene su km 0 en RS en la frontera entre Rio Grande do Sul y Santa Catarina, en Iraí, y el km 445 con su hito final, en Canoas, a su llegada a BR-116.

## Importancia económica
La carretera se llama Carretera de la Producción debido a su gran importancia para el estado. A través de ella se drena toda la producción de soja, maíz, trigo, carne, madera, muebles, entre otros productos de la región. En la ciudad de Ametista do Sul, cerca de Iraí, se encuentra la mayor producción de amatista del mundo. Cerca de Lajeado se encuentra una de las mayores producciones de tabaco del planeta. En Santa Catarina, la carretera termina cerca de Chapecó, el eje regional más grande en el oeste del estado. En general, las ciudades con un PIB significativo están al costado de la carretera.

## Duplicación
El tramo de 66 km entre Canoas y Tabaí se duplicó antes de 2010. La duplicación de 34 km entre Tabaí y Estrela comenzó en 2010 y solo finalizó en 2018, debido a la crisis financiera en Brasil y los obstáculos realizados por FUNAI y las comunidades indígenas. El tramo de 7 km entre Estrela y Lajeado también se duplicó antes de 2010.
En 2019, la carretera fue otorgada por 30 años a CCR Viasul. Con eso, la carretera se duplicará en el tramo de 176 km entre Lajeado y Carazinho. Se espera que las obras comiencen en 2021 y terminen en 2036. Las obras de duplicación seguirán el siguiente orden: de Lajeado a Marques de Souza (22 km): entre 2021 y 2023; de Estrela a Lajeado (ajustes): entre 2022 y 2023; de Fontoura Xavier a Soledade (22 km): entre 2023 y 2024; de Soledade a Tio Hugo (33 km): entre 2024 y 2025; de Marques de Souza a Fontoura Xavier (55 km): entre 2026 y 2028; de Tio Hugo a Carazinho (40 km): entre 2029 y 2030; de Tabaí a Canoas (reajuste): entre 2034 y 2036.

## Galería

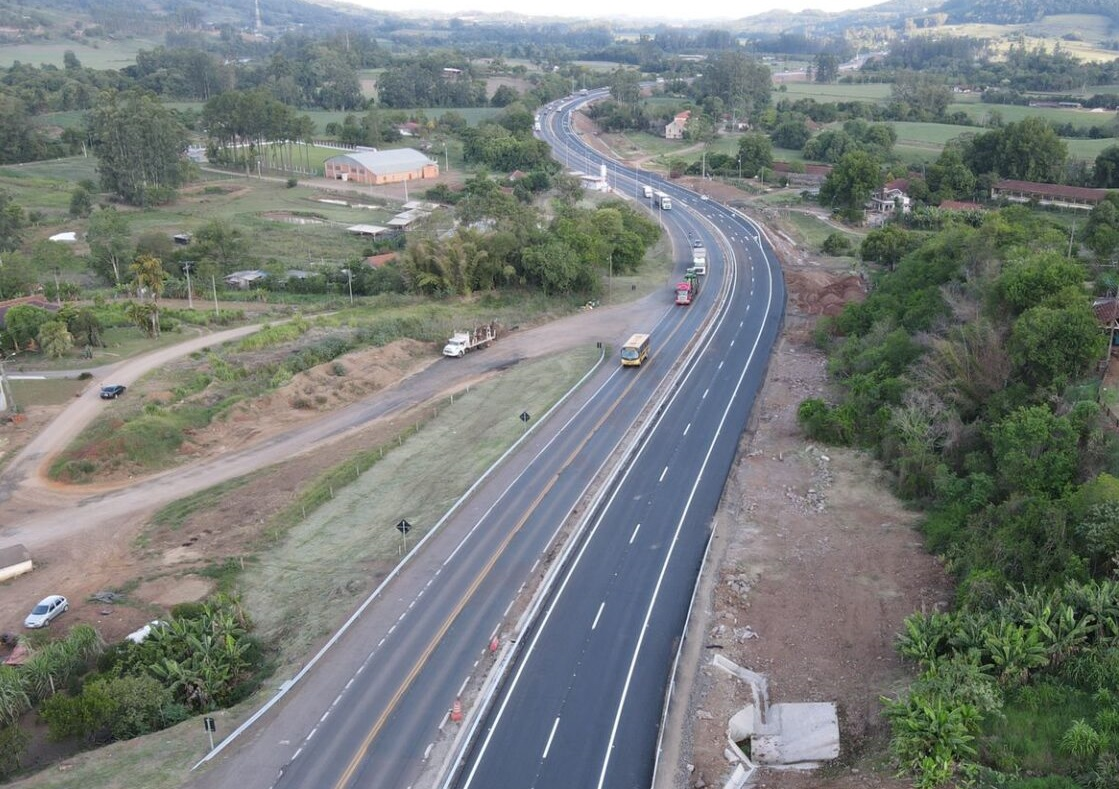
BR-386 en Lajeado